# Mequete
Mequete (Mḫt) ou Meque (Mḫ) é mencionado na Pedra de Palermo como um faraó (rei) pré-dinástico do Baixo Egito. Como não há mais evidência, talvez pode ser um faraó mítico preservado pela tradição oral ou um faraó totalmente ficcional. Seu nome significa "Ele está na terra divina".